# ハーモニー (介護)
株式会社ハーモニーは、かつて北海道函館市にて、サービス付き高齢者向け住宅・有料老人ホーム・グループホームの運営を行っていた企業。

## 概要
1992年10月に善智寿会が運営する内科診療所の仕入部門を分社化する形で設立され、善智寿会を中核とする飯田グループの中核をなしていた。
2004年に老人福祉事業へ進出し、函館市石川町にて住宅型有料老人ホーム・介護付き有料老人ホーム・サービス付き高齢者専用賃貸住宅の運営を、函館市東山町にて介護付き有料老人ホーム・デイサービス業務・ショートステイ業務を行い、2018年には函館日吉コミュニティエリアにてサービス付き高齢者向け住宅事業並びにグループホームの運営を開始した。
しかし、函館日吉コミュニティエリアの工事に不備が見つかった他、設立時の理事長が2018年5月に辞任し、善智寿会も2019年8月16日に函館地方裁判所から破産手続開始決定を受け、同年9月には函館みらい会が民事再生法適用の申請を行うなどグループの対外信用が低下。
ハーモニー自体も、不透明な会計処理が続きガバナンスが正常に稼働していないと判断されたため、みちのく銀行など取引金融機関は2019年11月29日に、函館地方裁判所へ第三者破産を申し立て、同日付で保全管理命令を受けた。
ハーモニーは、事業継続が担保されず、入居者の環境に影響が出かねないとして、みちのく銀行などによる第三者破産申立に対抗する形で2020年1月14日に函館地方裁判所へ民事再生法の適用を申請。同年1月22日に函館市内で行われた債権者集会において、前経営者夫妻に多額の使途不明金が発生していたことが発覚していたことが明らかとなった他、支援スポンサーに2社が名乗りを上げていたことを明らかにした。
函館地方裁判所は破産手続か民事再生法か、いずれかの手続の判断を行うことになったが、最終的に函館地方裁判所は2020年3月27日に破産手続開始決定を下した。法的処理は、みちのく銀行など取引金融機関による第三者破産申立が認められた格好となった。

## 運営していた施設
- ベーネ函館和楽
- デイサービスセンターベーネ函館
- 短期入所生活介護ベーネ函館
- ベーネ函館悠楽
- カーサ石川
- コンテ日吉